# Robert Irving
Pour les articles homonymes, voir Irving.
Robert Irving est un chef d'orchestre britannique né le 28 août 1913 à Winchester et mort dans la même ville le 13 septembre 1991.

## Biographie
Robert Augustine Irving naît le 28 août 1913 à Winchester (Hampshire),.
Il étudie à Winchester College, puis au New College d'Oxford, où il obtient un Bachelor of Arts en 1935, ainsi qu'au Royal College of Music de Londres entre 1934 et 1936, avec Malcolm Sargent et Constant Lambert, notamment,,.
En 1936, il devient répétiteur à la Royal Opera House, tout en étant professeur de musique à Winchester College.
En 1939, il entre dans la Royal Air Force, et sa carrière de chef d'orchestre commence après la Seconde Guerre mondiale, lorsqu'il est nommé chef associé au BBC Scottish Orchestra, poste qu'il occupe entre 1945 et 1948.
Robert Irving est ensuite directeur musical du Sadler's Wells Ballet (futur Royal Ballet) entre 1949 et 1958, puis du New York City Ballet, où il participe à toutes les créations de George Balanchine, entre 1958 et 1978,. Il reste directeur musical du New York City Ballet jusqu'en 1989.
À la baguette, il crée aussi le ballet Don Quixote de Roberto Gerhard en 1950 et dirige régulièrement pour la compagnie de danse de Martha Graham, entre 1960 et 1965, puis de 1974 à 1977,. 
Il mène ensuite une carrière de chef invité, notamment au Royal Ballet de Londres, et dirige différents orchestres européens et américains. Il se distingue essentiellement comme chef de ballet,. 
Robert Irving meurt le 13 septembre 1991 à Winchester,,.